# 小桥站 (布拉格地铁)
小桥站是一座布拉格地铁A线和B线交汇的车站，此站是一换乘大站。“Můstek”一词在捷克语中是小桥的意思。